# The Second Husband
The Second Husband (hangul: 두 번째 남편; rr: Du Beonjae Nampyeon) é uma série de televisão sul-coreana exibida pela MBC TV de 9 de agosto de 2021 a 5 de abril de 2022, estrelada por Cha Seo-won, Uhm Hyun-kyung e Oh Seung-ah.

## Enredo
Conta a história de Bong Seon-hwa (Uhm Hyun-kyung) e sua família em torno de uma empresa de confeitaria. Ele teve uma infância infeliz, mas por causa de sua personalidade forte e positiva, ele se levantou. Crescendo no mesmo ambiente, ele teve um relacionamento de longa data com Moon Sang-hyeok (Han Ki-woong). Mas, quando ele injustamente perde sua família para uma tragédia nascida de uma paixão incontrolável, ele jura vingança em uma mistura de destino e amor.

## Elenco

### Elenco principal
- Cha Seo-won como Yoon Jae-min[4]
- Uhm Hyun-kyung como Bong Seon-hwa[5]
  - Lee Hyo-bi como jovem Bong Seon-hwa
- Oh Seung-ah como Yoon Jae-kyeong[6]
- Han Ki-woong como Moon Sang-hyeok

### Elenco de apoio

#### Grupo Daegu
- Jung Sung-mo como Yoon Dae-gook
- Ji Soo-won como Joo Hae-ran[7]
- Kang Yoon sebagai Kim Soo-cheol[8]

#### Hanok Bakery
- Lee Ho-sung como Bae Dal-bong
- Kim Hee-jung sebagai Bok Bok-soon[9]
- Shin Woo-gyeom como Bae Seo-joon[10]

#### Família de Sang-hyeok
- Choi Ji-yeon como Yang Mal-ja[11]
- Chun Yi-seul como Moon Sang-mi[12]

#### Família de Bong Seon-hwa
- Sung Byung-sook como Gop-boon

#### Outros
- Kim Sung-hee como Park Haeng-sil[13]
- Lee Kan-hee como Ok Kyeong-i
- Son Kwang-eop como Kang In-ho
- Kim Jung-hwa como Choi Eun-gyeol

### Participação especial
- Tony Ahn como produtor[14]

## Produção
Inicialmente, Seo Eun-woo foi escalado como Yoon Jae-kyeong, mas devido ao cronograma de produção ele saiu e Oh Seung-ah assumiu.
Este drama diário marca o reaparecimento de Uhm Hyun-kyung nas produções da MBC, três anos após o drama de vingança de sábado, Hide and Seek em 2018. Uhm Hyun-kyung e Cha Seo-won também estão se reunindo depois de desempenhar o segundo papel principal na minissérie da tvN de 2019, Miss Lee. Oh Seung-ah e Kim Hee-jung estão reunidos após o drama diário da MBC de 2018, Secrets and Lies.
Em 7 de dezembro de 2021, um dos funcionários da dramaturgia testou positivo para COVID-19. Em 8 de dezembro de 2021, foi revelado que o elenco principal e o diretor eram negativos.
Em 6 de janeiro de 2022, foi relatado que o drama foi confirmado por mais tempo do que os 120 episódios planejados inicialmente.

## Trilha sonora

### Parte 1
| Lançado em: 19 de agosto de 2021 |                      |                |         |  |
| N.º                              | Título               | Artista        | Duração |  |
| 1.                               | "A Habit" (습관처럼) | Kim Yang       | 4:03    |  |
| 2.                               | "A Habit" (Inst.)    |                | 4:03    |  |
| Duração total:                   | Duração total:       | Duração total: | 8:06    |  |

### Parte 2
| Lançado em: 2 de setembro de 2021 |                   |                |         |  |
| N.º                               | Título            | Artista        | Duração |  |
| 1.                                | "Bye Bye"         | Kim Chu-ri     | 4:17    |  |
| 2.                                | "Bye Bye" (Inst.) |                | 4:17    |  |
| Duração total:                    | Duração total:    | Duração total: | 8:34    |  |

### Parte 3
| Lançado em: 24 de setembro de 2021 |                           |                |         |  |
| N.º                                | Título                    | Artista        | Duração |  |
| 1.                                 | "I Regret It" (후회가 돼) | Leeds          | 4:08    |  |
| 2.                                 | "I Regret It" (Inst.)     |                | 4:08    |  |
| Duração total:                     | Duração total:            | Duração total: | 8:16    |  |

### Parte 4
| Lançado em: 18 de outubro de 2021 |                                       |                |         |  |
| N.º                               | Título                                | Artista        | Duração |  |
| 1.                                | "What’s There to Life" (인생 뭐 있나) | Cha Seo-won    | 3:06    |  |
| 2.                                | "What’s There to Life" (Inst.)        |                | 3:06    |  |
| Duração total:                    | Duração total:                        | Duração total: | 6:12    |  |

### Parte 5
| Lançado em: 28 de outubro de 2021 |                                                  |                |         |  |
| N.º                               | Título                                           | Artista        | Duração |  |
| 1.                                | "Because I Have You" (그대가 있기에)             | Cha Seo-won    | 4:38    |  |
| 2.                                | "Because I Have You" (Inst.)                     |                | 4:38    |  |
| 3.                                | "Because I Have You (Guitar Ver.)" (Guitar Ver.) | Cha Seo-won    | 4:40    |  |
| 4.                                | "Because I Have You (Guitar Ver.)" (Inst.)       |                | 4:40    |  |
| Duração total:                    | Duração total:                                   | Duração total: | 18:36   |  |

### Parte 6
| Lançado em: 18 de novembro de 2021 |                |             |         |  |
| N.º                                | Título         | Artista     | Duração |  |
| 1.                                 | "Send" (보내)  | Oh Hyun-ran | 3:35    |  |
| 2.                                 | "Send" (Inst.) |             | 3:35    |  |

### Parte 7
| Lançado em: 30 de novembro de 2021 |                   |               |         |  |
| N.º                                | Título            | Artista       | Duração |  |
| 1.                                 | "My Love"         | Park Hyun-seo | 4:00    |  |
| 2.                                 | "My Love" (Inst.) |               | 4:00    |  |

### Parte 8
| Lançado em: 6 de dezembro de 2021 |                  |         |         |  |
| N.º                               | Título           | Artista | Duração |  |
| 1.                                | "No Way"         | Minmin  | 4:00    |  |
| 2.                                | "No Way" (Inst.) |         | 4:00    |  |

### Parte 9
| Lançado em: 9 de dezembro de 2021 |                        |                   |         |  |
| N.º                               | Título                 | Artista           | Duração |  |
| 1.                                | "One Person" (한 사람) | Izi (Oh Jinseong) | 3:25    |  |
| 2.                                | "One Person" (Inst.)   |                   | 3:25    |  |

### Parte 10
| Lançado em: 16 de dezembro de 2021 |                          |         |         |  |
| N.º                                | Título                   | Artista | Duração |  |
| 1.                                 | "Goodbye Lonely"         | Hyeji   | 3:47    |  |
| 2.                                 | "Goodbye Lonely" (Inst.) |         | 3:25    |  |

### Parte 11
| Lançado em: 6 de janeiro de 2022 |                  |         |         |  |
| N.º                              | Título           | Artista | Duração |  |
| 1.                               | "Future" (미래)  | Hallim  | 3:17    |  |
| 2.                               | "Future" (Inst.) |         | 3:17    |  |

## Recepção
Na tabela abaixo, os números azuis representam as audiências mais baixas e os números vermelhos representam as audiências mais elevadas.
| Episódio | Data de transmissão original | Audiência média | Audiência média | Audiência média |
| Episódio | Data de transmissão original | Nielsen Korea   | Nielsen Korea   | TNmS            |
| Episódio | Data de transmissão original | Em todo o país  | Seul            | Em todo o país  |
| -------- | ---------------------------- | --------------- | --------------- | --------------- |
| 1        | 9 de agosto de 2021          | 2,9%            | —               | —               |
| 2        | 10 de agosto de 2021         | 2,8%            | —               | —               |
| 3        | 11 de agosto de 2021         | 3,2%            | —               | —               |
| 4        | 12 de agosto de 2021         | 4,1%            | 4,1%            | —               |
| 5        | 13 de agosto de 2021         | 3,2%            | —               | —               |
| 6        | 16 de agosto de 2021         | 3,7%            | —               | —               |
| 7        | 17 de agosto de 2021         | 4,0%            | —               | —               |
| 8        | 18 de agosto de 2021         | 4,3%            | 4,3%            | 4,4%            |
| 9        | 19 de agosto de 2021         | 4,2%            | 3,8%            | 4,9%            |
| 10       | 20 de agosto de 2021         | 4,2%            | 4,7%            | —               |
| 11       | 23 de agosto de 2021         | 5,0%            | —               | —               |
| 12       | 25 de agosto de 2021         | 4,4%            | 4,5%            | 5,0%            |
| 13       | 26 de agosto de 2021         | 5,0%            | 5,1%            | 5,1%            |
| 14       | 27 de agosto de 2021         | 4,7%            | 5,0%            | 5,3%            |
| 15       | 30 de agosto de 2021         | 4,4%            | —               | 4,5%            |
| 16       | 31 de agosto de 2021         | 4,4%            | —               | 5,5%            |
| 17       | 1 de setembro de 2021        | 5,0%            | 4,9%            | 5,3%            |
| 18       | 2 de setembro de 2021        | 5,3%            | 5,3%            | 5,6%            |
| 19       | 3 de setembro de 2021        | 4,6%            | 4,6%            | 5,6%            |
| 20       | 6 de setembro de 2021        | 4,6%            | 4,5%            | 6,2%            |
| 21       | 7 de setembro de 2021        | 5,2%            | 5,2%            | 5,0%            |
| 22       | 8 de setembro de 2021        | 4,5%            | 4,7%            | 5,0%            |
| 23       | 9 de setembro de 2021        | 5,1%            | 4,7%            | 6,1%            |
| 24       | 10 de setembro de 2021       | 4,6%            | 4,4%            |                 |
| 25       | 13 de setembro de 2021       | 4,7%            | 4,8%            | 6,0%            |
| 26       | 14 de setembro de 2021       | 4,9%            | 5,1%            | 5,2%            |
| 27       | 15 de setembro de 2021       | 4,8%            | 4,9%            | 4,9%            |
| 28       | 16 de setembro de 2021       | 5,6%            | 6,0%            | 6,3%            |
| 29       | 17 de setembro de 2021       | 5,1%            | 5,5%            | 5,6%            |
| 30       | 23 de setembro de 2021       | 5,7%            | 5,7%            | 6,1%            |
| 31       | 24 de setembro de 2021       | 5,1%            | 5,1%            | 5,1%            |
| 32       | 27 de setembro de 2021       | 5,4%            | 5,3%            | 6,5%            |
| 33       | 28 de setembro de 2021       | 5,7%            | 5,4%            | 6,2%            |
| 34       | 29 de setembro de 2021       | 5,3%            | 5,0%            | 6,2%            |
| 35       | 30 de setembro de 2021       | 5,3%            | 5,5%            | 6,4%            |
| 36       | 4 de outubro de 2021         | 6,2%            | 6,0%            | 6,6%            |
| 37       | 5 de outubro de 2021         | 5,8%            | 5,3%            | 6,6%            |
| 38       | 6 de outubro de 2021         | 5,8%            | 5,1%            | 4,3%            |
| 39       | 7 de outubro de 2021         | 6,8%            | 6,2%            | 7,4%            |
| 40       | 8 de outubro de 2021         | 5,7%            | 5,2%            | 6,2%            |
| 41       | 11 de outubro de 2021        | 6,1%            | 5,5%            | 6,6%            |
| 42       | 12 de outubro de 2021        | 6,2%            | 6,0%            | 7,0%            |
| 43       | 13 de outubro de 2021        | 6,4%            | 6,1%            | 6,7%            |
| 44       | 14 de outubro de 2021        | 6,4%            | 6,5%            | 6,5%            |
| 45       | 18 de outubro de 2021        | 6,1%            | 6,2%            | 7,2%            |
| 46       | 19 de outubro de 2021        | 6,2%            | 6,2%            | 6,3%            |
| 47       | 20 de outubro de 2021        | 5,9%            | 5,7%            | 7,0%            |
| 48       | 21 de outubro de 2021        | 6,8%            | 7,1%            | 7,7%            |
| 49       | 22 de outubro de 2021        | 6,2%            | 6,1%            | 7,8%            |
| 50       | 25 de outubro de 2021        | 6,3%            | 6,1%            | 7,4%            |
| 51       | 26 de outubro de 2021        | 6,2%            | 5,9%            | 7,9%            |
| 52       | 27 de outubro de 2021        | 6,8%            | 6,4%            | 7,7%            |
| 53       | 28 de outubro de 2021        | 6.6%            | 6.1%            | 7.9%            |
| 54       | 29 de outubro de 2021        | 6.6%            | 6.8%            | 8.1%            |
| 55       | 1 de novembro de 2021        | 6.6%            | 6.8%            | 8.3%            |
| 56       | 3 de novembro de 2021        | 5.8%            | 5.6%            | 8.1%            |
| 57       | 4 de novembro de 2021        | 6.7%            | 6.2%            | 7.7%            |
| 58       | 8 de novembro de 2021        | 6.9%            | 6.9%            | 8.1%            |
| 59       | 9 de novembro de 2021        | 7.0%            | 6.8%            | 8.4%            |
| 60       | 10 de novembro de 2021       | 6.8%            | 6.1%            | 8.3%            |
| 61       | 11 de novembro de 2021       | 7.8%            | 7.3%            | 9.2%            |
| 62       | 12 de novembro de 2021       | 6.9%            | 6.6%            | —               |
| 63       | 15 de novembro de 2021       | 7.7%            | 6.8%            | 8.9%            |
| 64       | 16 de novembro de 2021       | 7.5%            | 6.8%            | 8.6%            |
| 65       | 17 de novembro de 2021       | 7.6%            | 7.1%            | 9.3%            |
| 66       | 19 de novembro de 2021       | 7.0%            | 6.8%            | 8.6%            |
| 67       | 22 de novembro de 2021       | 7.6%            | 7.5%            | 8.7%            |
| 68       | 23 de novembro de 2021       | 6.2%            | 5.9%            | 7.1%            |
| 69       | 24 de novembro de 2021       | 7.9%            | 7.9%            | 9.0%            |
| 70       | 25 de novembro de 2021       | 8.5%            | 8.4%            | 9.5%            |
| 71       | 26 de novembro de 2021       | 7.6%            | 7.2%            | 9.5%            |
| 72       | 29 de novembro de 2021       | 7.5%            | 6.8%            | 9.2%            |
| 73       | 30 de novembro de 2021       | 7.6%            | 7.1%            | 8.8%            |
| 74       | 1 de dezembro de 2021        | 8.0%            | 7.9%            | 9.3%            |
| 75       | 2 de dezembro de 2021        | 8.4%            | 8.3%            | 9.4%            |
| 76       | 3 de dezembro de 2021        | 7.8%            | 7.5%            | —               |
| 77       | 6 de dezembro de 2021        | 8.0%            | 7.5%            | 8.2%            |
| 78       | 7 de dezembro de 2021        | 7.7%            | 7.4%            | —               |
| 79       | 8 de dezembro de 2021        | 7.4%            | 6.9%            | 10.2%           |
| 80       | 9 de dezembro de 2021        | 8.5%            | 8.0%            | 10.0%           |
| 81       | 10 de dezembro de 2021       | 8.2%            | 7.7%            | 9.0%            |
| 82       | 13 de dezembro de 2021       | 8.9%            | 8.6%            | 8.7%            |
| 83       | 14 de dezembro de 2021       | 8.4%            | 7.9%            | 9.9%            |
| 84       | 15 de dezembro de 2021       | 7.9%            | 7.7%            | 10.3%           |
| 85       | 16 de dezembro de 2021       | 8.3%            | 8.4%            | 9.6%            |
| 86       | 17 de dezembro de 2021       | 8.2%            | 7.7%            | 9.8%            |
| 87       | 20 de dezembro de 2021       | 8.9%            | 8.1%            | 10.8%           |
| 88       | 21 de dezembro de 2021       | 8.4%            | 8.2%            | 9.6%            |
| 89       | 22 de dezembro de 2021       | 9.0%            | 8.9%            | 10.2%           |
| 90       | 23 de dezembro de 2021       | 8.6%            | 7.9%            | 10.0%           |
| 91       | 24 de dezembro de 2021       | 8.1%            | 8.0%            | 9.4%            |
| 92       | 27 de dezembro de 2021       | 8.6%            | 8.5%            | 9.5%            |
| 93       | 28 de dezembro de 2021       | 8.5%            | 8.3%            | 9.8%            |
| 94       | 29 de dezembro de 2021       | 8.6%            | 8.4%            | 10.0%           |
| 95       | 30 de dezembro de 2021       | 9.0%            | 8.2%            | 10.7%           |
| 96       | 31 de dezembro de 2021       | 8.9%            | 8.6%            | 10.1%           |
| 97       | 3 de janeiro de 2022         | 9.0%            | 8.4%            | 9.6%            |
| 98       | 4 de janeiro de 2022         | 9.6%            | 8.9%            | 9.0%            |
| 99       | 5 de janeiro de 2022         | 9.5%            | 8.7%            | 10.1%           |
| 100      | 6 de janeiro de 2022         | 10.5%           | 9.8%            | 9.7%            |
| 101      | 7 de janeiro de 2022         | 9.7%            | 8.7%            | 9.7%            |
| 102      | 10 de janeiro de 2022        | %               | %               | %               |
| 103      | 11 de janeiro de 2022        | %               | %               | %               |
| 104      | 12 de janeiro de 2022        | %               | %               | %               |
| 105      | 13 de janeiro de 2022        | %               | %               | %               |
| 106      | 14 de janeiro de 2022        | %               | %               | %               |
| 107      | 17 de janeiro de 2022        | %               | %               | %               |
| 108      | 18 de janeiro de 2022        | %               | %               | %               |
| 109      | 19 de janeiro de 2022        | %               | %               | %               |
| 110      | 20 de janeiro de 2022        | %               | %               | %               |
| 111      | 21 de janeiro de 2022        | %               | %               | %               |
| 112      | 24 de janeiro de 2022        | %               | %               | %               |
| 113      | 25 de janeiro de 2022        | %               | %               | %               |
| 114      | 26 de janeiro de 2022        | %               | %               | %               |
| 115      | 27 de janeiro de 2022        | %               | %               | %               |
| 116      | 28 de janeiro de 2022        | %               | %               | %               |
| 117      | 3 de fevereiro de 2022       | %               | %               | %               |
| 118      | 4 de fevereiro de 2022       | %               | %               | %               |
| 119      | 7 de fevereiro de 2022       | %               | %               | %               |
| 120      | 8 de fevereiro de 2022       | %               | %               | %               |
| 121      | 2022                         | %               | %               | %               |
| 122      | 2022                         | %               | %               | %               |
| 123      | 2022                         | %               | %               | %               |
| 124      | 2022                         | %               | %               | %               |
| 125      | 2022                         | %               | %               | %               |
| 126      | 2022                         | %               | %               | %               |
| 127      | 2022                         | %               | %               | %               |
| 128      | 2022                         | %               | %               | %               |
| 129      | 2022                         | %               | %               | %               |
| 130      | 2022                         | %               | %               | %               |
| 131      | 2022                         | %               | %               | %               |
| 132      | 2022                         | %               | %               | %               |
| 133      | 2022                         | %               | %               | %               |
| 134      | 2022                         | %               | %               | %               |
| 135      | 2022                         | %               | %               | %               |
| 136      | 2022                         | %               | %               | %               |
| 137      | 2022                         | %               | %               | %               |
| 138      | 2022                         | %               | %               | %               |
| 139      | 2022                         | %               | %               | %               |
| 140      | 2022                         | %               | %               | %               |
| 141      | 2022                         | %               | %               | %               |
| 142      | 2022                         | %               | %               | %               |
| 143      | 2022                         | %               | %               | %               |
| 144      | 2022                         | %               | %               | %               |
| 145      | 2022                         | %               | %               | %               |
| 146      | 2022                         | %               | %               | %               |
| 147      | 2022                         | %               | %               | %               |
| 148      | 2022                         | %               | %               | %               |
| 149      | 2022                         | %               | %               | %               |
| 150      | 2022                         | %               | %               | %               |
| Média    | Média                        | %               | %               | %               |

## Prêmios e indicações
| Ano  | Prêmio           | Categoria                                               | Beneficiário   | Resultado | Ref.   |
| ---- | ---------------- | ------------------------------------------------------- | -------------- | --------- | ------ |
| 2021 | MBC Drama Awards | Prêmio de excelência superior, ator em um drama diário  | Cha Seo-won    | Venceu    | [ 39 ] |
| 2021 | MBC Drama Awards | Prêmio de excelência superior, atriz em um drama diário | Uhm Hyun-kyung | Venceu    | [ 39 ] |